# En man för alla tider
En man för alla tider (originaltitel: A Man for All Seasons) är en brittisk biografisk dramafilm från 1966 i regi av Fred Zinnemann. Filmen är baserad på Robert Bolts pjäs och manus. I huvudrollerna ses Paul Scofield, Wendy Hiller, 
Robert Shaw, Orson Welles och Susannah York.
1999 placerade British Film Institute filmen på 43:e plats på sin lista över de 100 bästa brittiska filmerna genom tiderna. 

## Handling
Filmen utspelar sig i England kring 1530. Handlingens utgångspunkt är Thomas More (Paul Scofield), nyutnämnd rikskansler, som inte kan godkänna Henrik VIII (Robert Shaw) då denne vill skilja sig från sin drottning, lady Catherine, och gifta sig med Anne Boleyn (Vanessa Redgrave) och därmed bryta med den romersk-katolska kyrkan.
En av filmens nyckelscener är kungens samtal med Thomas More utanför dennes hem i Chelsea. Thomas More är viktig för kungen och ett övertalningsarbete sätts igång för att få honom att godkänna skilsmässan. Thomas More blir efter flera år i fängelse dömd till döden och avrättad. Han godkänner aldrig kungens skilsmässa från drottning Catherine eller hans självutnämning till den engelska kyrkans överhuvud.

## Rollista i urval
- Paul Scofield – Sir Thomas More
- Wendy Hiller – Alice More
- Leo McKern – Thomas Cromwell
- Orson Welles – Kardinal Wolsey
- Robert Shaw – Henrik VIII
- Susannah York – Margaret More
- Nigel Davenport – Hertigen av Norfolk
- John Hurt – Richard Rich
- Corin Redgrave – William Roper, d.y.
- Colin Blakely – Matthew
- Cyril Luckham – Ärkebiskop Thomas Cranmer
- Vanessa Redgrave – Anne Boleyn
- Jack Gwillim - överdomare
- Michael Latimer - Norfolks adjutant
- Thomas Heathcote - båtkarl
- Yootha Joyce - Averil Machin
- Anthony Nicholls - Kungens representant
- John Nettleton - fångvaktare
- Eira Heath - Matthews maka
- Molly Urquhart - tjänsteflicka
- Paul Hardwick - hovman
- Philip Brack - vaktkaptenen
- Martin Boddey - guvernören i Towern
- Eric Mason - bödel
- Matt Zimmerman - budbärare

## Priser och nomineringar
Filmen blev sexfaldigt Oscarbelönad vid Oscarsgalan 1967. Den vann i kategorierna Bästa film, Bästa manliga huvudroll (Paul Scofield), Bästa regi, Bästa manus efter förlaga, Bästa foto (färg) och Bästa kostym (färg). Den vann även fyra Golden Globe.